# 新得警察署
新得警察署（しんとくけいさつしょ）は、北海道警察釧路方面本部が管轄する警察署である。署長の階級は警視。

## 管轄区域
- 十勝総合振興局
  - 上川郡新得町、清水町
  - 河東郡鹿追町

## 所在地
- 北海道上川郡新得町4条南6丁目

## 沿革
- 1920年（大正9年）11月 : 警察分署設置につき、請願する[1]。
- 1921年（大正10年）9月16日 : 帯広警察署新得分署として発足する[1]。
- 1925年（大正14年）12月 : 庁舎が落成する[1]。
- 1948年（昭和23年）3月 : 警察法施行に伴い、自治体警察新得町警察署となる。
- 1954年（昭和29年）7月 : 警察法改正により北海道警察に統合され釧路方面新得警察署と改称される。
- 1981年（昭和56年）12月 : 現在の庁舎が建設される。
- 1982年（昭和57年）1月22日 : 現在の庁舎が落成する[1]。

## 組織
- 署長（警視）
- 副署長兼警務課長（警視） 
  - 警務課（警務係、犯罪被害者支援係、相談係、管理係）
  - 会計係
  - 刑事・生活安全課（生活安全係、刑事係）
  - 地域・交通課（地域係、交通係）
  - 警備係

## 交番・駐在所
括弧内は所在地を表す。

### 新得町
- 屈足駐在所（上川郡新得町屈足柏1-44）

### 鹿追町
- 鹿追駐在所（河東郡鹿追町新町1-42）
- 瓜幕駐在所（河東郡鹿追町瓜幕東1-2）

### 清水町
- 清水交番（上川郡清水町南4条4丁目2-2）
- 御影駐在所（上川郡清水町御影東1条3丁目2）

## 補足
- 映画『幸福の黄色いハンカチ』のロケ地としても使用されたが、その後同署は町内で移転し建物も新築されたため、映画撮影当時の面影はない。